# 半ドン
半ドン（はんドン）とは、午前中に業務・授業が終了して午後が休みの早期終業のことを指す俗語。午後半休のこと。

## 語源
諸説あるが、1876年（明治9年）に公官庁で土曜半休となった折に、「半分のドンタク（休日）なので『半ドン』と呼ばれるようになった」と新聞が報じており、近年では国語辞典においても同様の説明が掲載されている。なお、ドンタクが休日や休業を意味するようになったのは、江戸時代末期に長崎出島に伝えられた「zondag」（オランダ語で日曜日を意味する言葉）が訛って伝播したことに由来している。
異説として、以下のようなものがある。
- 明治時代から太平洋戦争中にかけ、正午に午砲（空砲）を撃つ地域があり、半日経った時間に「ドン」と撃つことから「半ドン」と呼ばれるようになった[6]。
  - ドンタクという表現が使われなくなったことから生まれた異説で、大正から昭和初期の随筆集にそのことが伝えられている[4][5]。
- 半分休みの土曜日という意味で「半土」という言葉が生まれ、それが転じて「半ドン」と言われるようになった[6]。

## 経緯
土曜半休は1850年のイギリスの工場法改正によって立法化され、日本には1876年（明治9年）に日曜日全休（1月4日を除く、28年に4回）と合わせて官公庁に導入された。
かつて、日本の多くの官公庁・企業・学校で土曜日は半ドンであった。1922年（大正11年）には、官庁の夏季執務時間を8時から15時とする代わりに暑中休暇と土曜日の半ドンを返上する取り組みが行われたが定着しなかった。
1928年（昭和3年）7月10日には、銀行でも土曜半休が実施された。
日中戦争が始まると国民精神総動員運動が始まり、銀行や会社の多くが半ドンを返上。1938年（昭和13年）には中央官庁でも半ドンの廃止が決まった。
第二次世界大戦後、1960年代からは土曜日を8時間労働にして週休二日制を導入する自治体が現れた。1980年代以降は完全週休二日を導入する企業が増え、1992年には国家公務員に週休二日制が導入された。定期的な早期終業が少なくなり、今日では死語になりつつある。
一方、医療機関では現在でも土曜日は午前中のみ診療するところがあり、水曜日または木曜日も午前中のみ診療するところがある。午後診療の場合、時間外診療として診察代が高くなる場合がある。水曜日や木曜日に関しては医療界特有の事情として、土曜診療との振り替えもあることや、医療機関が所属している学会や勉強会が水曜日もしくは木曜日に開催されるところがあるためとされている。なお、診療時間の設定は医療機関側の自由であるため、医師会などが強制するなど、明確な決まりがあるわけではない。

## 関連用語
- プレミアムフライデー
- 花金（はなきん）
  - 「花（華）の金曜日」を略した俗称。週休二日制の普及したバブル景気の頃、金曜日は翌日を気にせずに会社帰りに酒を飲める日となったため、サラリーマンが羽を伸ばせる日として流行した言葉。しかし、景気が衰退するとともにあまり使用されなくなり、半ドンと同じく死語になりつつある[12]。英語でも似たような言葉としてTGIF（Thank God It's Friday）がある。
- 小田急小田原線#土曜急行
  - 1970年代に小田急小田原線で運行されていた列車で、文字通り半ドンの帰宅の足として運行されていた。